# Store P
Store P, pseudonimo di Petter Skarre Sundby (4 aprile 1984), è un rapper norvegese.

## Biografia
Regnmannen (2014), primo album in studio dell'artista, ha raggiunto l'8ª posizione della VG-lista ed è stato riconosciuto con lo Spellemannprisen all'urban. Il secondo LP Rommet, uscito tre anni più tardi, ha finito per esordire al 31º posto della classifica norvegese.
Kem kan eg ringe, in collaborazione con Kygo e Lars Vaular, è stato il suo primo ingresso a classificarsi al 3º posto della hit parade nazionale; si è inoltre conteso lo Spellemannprisen alla canzone dell'anno.

## Discografia

### Album in studio
- 2014 – Regnmannen
- 2017 – Rommet

### Singoli
- 2016 – Vi esje herfra
- 2017 – Dypt
- 2017 – Forelsket i meg sjøl
- 2017 – Huske å puste
- 2017 – Nærmare (con Mato Polo)
- 2018 – Frokost
- 2018 – Det kunne begynt å brenne

### Collaborazioni
- 2019 – Kem kan eg ringe (Kygo feat. Store P & Lars Vaular)